# Боа де Шан
Боа де Шан (фр. Bois-de-Champ) насеље је и општина у североисточној Француској у региону Лорена, у департману Вогези која припада префектури Сен Дије де Вогез.
По подацима из 2011. године у општини је живело 116 становника, а густина насељености је износила 6,56 становника/km². Општина се простире на површини од 17,69 km². Налази се на средњој надморској висини од 450 метара (максималној 633 m, а минималној 375 m).

## Демографија
| 1962. | 1968. | 1975. | 1982. | 1990. | 1999. | 2011. |
| ----- | ----- | ----- | ----- | ----- | ----- | ----- |
| 116   | 122   | 94    | 91    | 87    | 93    | 116   |

График промене броја становника у току последњих година